# Assistência ineficaz de advogado
Na lei dos Estados Unidos, a assistência ineficaz do advogado (IAC) é uma reclamação levantada por um réu criminal condenado afirmando que o advogado do réu atuou de forma tão ineficaz que privou o réu do direito constitucional garantido pela Cláusula de Assistência do Advogado de a Sexta Emenda à Constituição dos Estados Unidos. Ações de ineficácia só podem ser feitas quando o réu tem direito a advogado, normalmente durante os estágios críticos de um processo.